# Ribarrouy
Ribarrouy – miejscowość i gmina we Francji, w regionie Nowa Akwitania, w departamencie Pireneje Atlantyckie.
Według danych na rok 1990 gminę zamieszkiwało 78 osób, a gęstość zaludnienia wynosiła 34 osób/km² (wśród 2290 gmin Akwitanii Ribarrouy plasuje się na 1097. miejscu pod względem liczby ludności, natomiast pod względem powierzchni na miejscu 1560.).